# Crónicas del estado de excepción
 Crónicas del estado de excepción (Portugués: Crônicas do estado de exceção) es un libro de 2014 escrito por el crítico cultural brasileño Idelber Avelar.
Publicado por la Editorial Azougue, de Río de Janeiro, el libro Crônicas do Estado de Exceção, reúne 32 textos de carácter político. Los textos son ampliaciones de artículos publicados antes en la prensa brasileña, en vehículos como Folha de São Paulo, Revista Fórum e el blog de Avelar, “O Biscoito Fino e a Massa” .
Los 32 textos de Crônicas do Estado de Exceção están divididos en cuatro partes: EE. UU., Brasil, Palestina y Mundo. 

## Temas

### Estados Unidos
En la sección sobre Estados Unidos, el énfasis de Avelar son los mecanismos de financiación de las campañas electorales y el control del dinero sobre el sistema político; la emergencia de una derecha cristiana moderna y televisiva en EE. UU.; la historia de la manipulación político-mediática que llevó a la guerra de Irak y la bibliografía crítica sobre el gobierno Bush; la experiencia del Occupy Wall Street y las nuevas formas de lucha popular; la reacción antimigratoria y la ascensión de la derecha Tea Party. 

### Palestina
En la sección sobre Palestina, cuatro artículos resumen los últimos años de involucramiento de Avelar con la causa palestina. Un largo texto, “La limpieza étnica de Palestina”, cuenta la historia de la región desde su arabización, en el siglo VII de la era cristiana, las cruzadas – en que judíos y musulmanes lucharon juntos contras las invasiones cristianas –, el largo período en que Palestina vivió bajo el Imperio Otomano, y en que los lazos relativamente flojos de propiedad de la sociedad palestina se mantuvieron, los comienzos de la migración sionista, que trajo por primera vez conceptos europeos de organización de la propiedad de la tierra, hasta los detalles de proceso de limpieza étnica (Nakba, en árabe) que se inicia en 1948. En cuanto a este último, el énfasis de Avelar es sobre el papel que jugó la diplomacia brasileña, a través de Oswaldo Aranha, en las maniobras que precedieron la fundación del Estado de Israel.

### Brasil
En la sección sobre Brasil de Crônicas do Estado de Exceção, Avelar compila once textos sobre aspectos varios de la política del país en las últimas décadas, incluyendo um ensayo sobre el papel de la homofobia y del moralismo en la no convocación del mítico delantero Reinaldo, de Atlético Mineiro, para el Mundial de 1982. Los demás textos trabajan temas recientes vinculados al legado de los gobiernos de Lula y Dilma en Brasil: la victoria de las cotas raciales en la Suprema Corte; la política de drogas, intocada durante el lulismo; el resurgimiento del proyecto de la dictadura militar para la Amazonia, iniciado en el gobierno Lula y consolidado en el gobierno Dilma; las multitudinarias manifestaciones de junio de 2013 y la crisis del lulismo.

### Mundo
En la sección Mundo de Crônicas do Estado de Exceção, Avelar reúne textos sobre los últimos momentos de Salvador Allende, la Revolución Cubana, el filósofo alemán Jurgen Habermas y la crisis del proyecto europeo defendido por él, las ocupaciones de 2011 en el mundo árabe y europeo, el fenómeno Wikileaks y las nuevas formas de activismo tecnológico y el papel de la islamofobia en nuevas legislaciones europeas, como las leyes francesas anti-burka.  
La edición castellana de las Crônicas do Estado de Exceção está siendo preparada por la Editorial Palinodia.